# 吉松パーキングエリア
吉松パーキングエリア（よしまつパーキングエリア）は、鹿児島県姶良郡湧水町中津川にある九州自動車道上にあるパーキングエリアである。

## 道路
- E3 九州自動車道

## 歴史
- 2006年8月10日: 下り線に災害対応型自動販売機を設置。
- 2006年9月8日: 上り線に災害対応型自動販売機を設置。
- 2009年3月: 上り線、下り線に災害時緊急車両開口口設置。

## 施設

### 上り線（熊本方面）
- 駐車場
  - 大型10台
  - 小型16台
- トイレ
  - 男性　大2（和式1・洋式1）・小6
  - 女性　5（和式1・洋式4）
  - 車椅子用　1
- 自動販売機（災害対応型自動販売機）
- バス停留所

### 下り線（鹿児島方面）
- 駐車場
  - 大型10台
  - 小型16台
- トイレ
  - 男性　大2（和式1・洋式1）・小6
  - 女性　5（和式1・洋式4）
  - 車椅子用　1
- 自動販売機（災害対応型自動販売機）
- バス停留所

### バス停留所
バス停留所が設置されているが、当停留所に停車する唯一の路線であった宮崎 - 鹿児島間高速バス「はまゆう号」（宮崎交通・南国交通）が2021年3月31日限りで休止されたため、現在は当停留所に停車する路線はない。

## 隣
E3 九州自動車道
(21)えびのJCT - 吉松PA - (22)栗野IC